# Іггі Азалія
Іґґі Азалія (англ. Iggy Azalea; справжнє ім'я Аметист Амелія Келлі англ. Amethyst Amelia Kelly; 7 червня 1990, Сідней, Австралія) — австралійсько-американська реперка та авторка-виконавиця.

## Біографія
Народилася 7 червня 1990 року в Сіднеї, Австралія. Незабаром сім'я переїхала в Муллумбімбі, Новий Південний Уельс. Батько, Брендан Келлі, був живописцем і художником коміксів та з ранніх років познайомив доньку з мистецтвом, а мати Таня працювала прибиральницею будинків відпочинку і готелів.
Псевдонім співачки складається з імені собаки дитинства Іґґі та назви вулиці в Австралії, де вона виросла, Азалії.
У 2011—2012 зустрічалася з репером A$AP Rocky, з 2013 з свінгменом команди НБА Лос-Анджелес Лейкерс Ніком Янгом. Влітку 2016 року мало відбутися весілля, проте 20 червня пара розлучилася. З 2018 року у стосунках з репером Playboi Carti.
У березні 2018 року Азалія затверджена для постійного проживання в США.

## Кар'єра

### 2011—2012: перші релізи
Іґґі Азалія почала викладати кліпи на свої пісні в YouTube у 2011 році. Після пісні «Pu$$y» співачка стала відомою. Наприкінці того ж року реалізувала свій перший мікстейп «Ignorant Art». У 2012 реалізувала міні-альбом «Glory» та сингли з нього «Murda Bizness» та «Millionaire Misfits».

### 2013—2014: «The New Classic» та всесвітній успіх
У 2013 році Іґґі Азалія реалізувала свої три сингли з першого студійного альбому: «Bounce», «Work» та «Change Your Life» зі своїм наставником, репером T.I. Сингли не стали успішними, попри зняті кліпи. 17 лютого 2014 вийшов четвертий сингл з альбому під назвою «Fancy» (укр. вишуканий, розкішний). «Fancy» дістався до топ-5 національних чартів Британії і Австралії та до 1 місця у Канаді, Новій Зеландії й у США. На вершині Billboard Hot 100 пісня пробула сім тижнів. Азалія встановила рекорд, пробувши на 1 місці найбільше зі всіх реп-виконавиць. Після того, як сингл Аріани Ґранде «Problem», в якому реперка взяла участь, дістався другого місця, а «Fancy» все ще був на першому, Іґґі Азалія стала другою виконавицею після The Beatles, у кого перші дві пісні на Hot 100 були на двох перших позиціях. 21 квітня співачка випустила перший студійний альбом «The New Classic», що досяг 3 сходинки Billboard 200. Пізніше видала п'ятий сингл з альбому з Рітою Орою «Black Widow», що досяг 6 позиції на Billboard Hot 100.

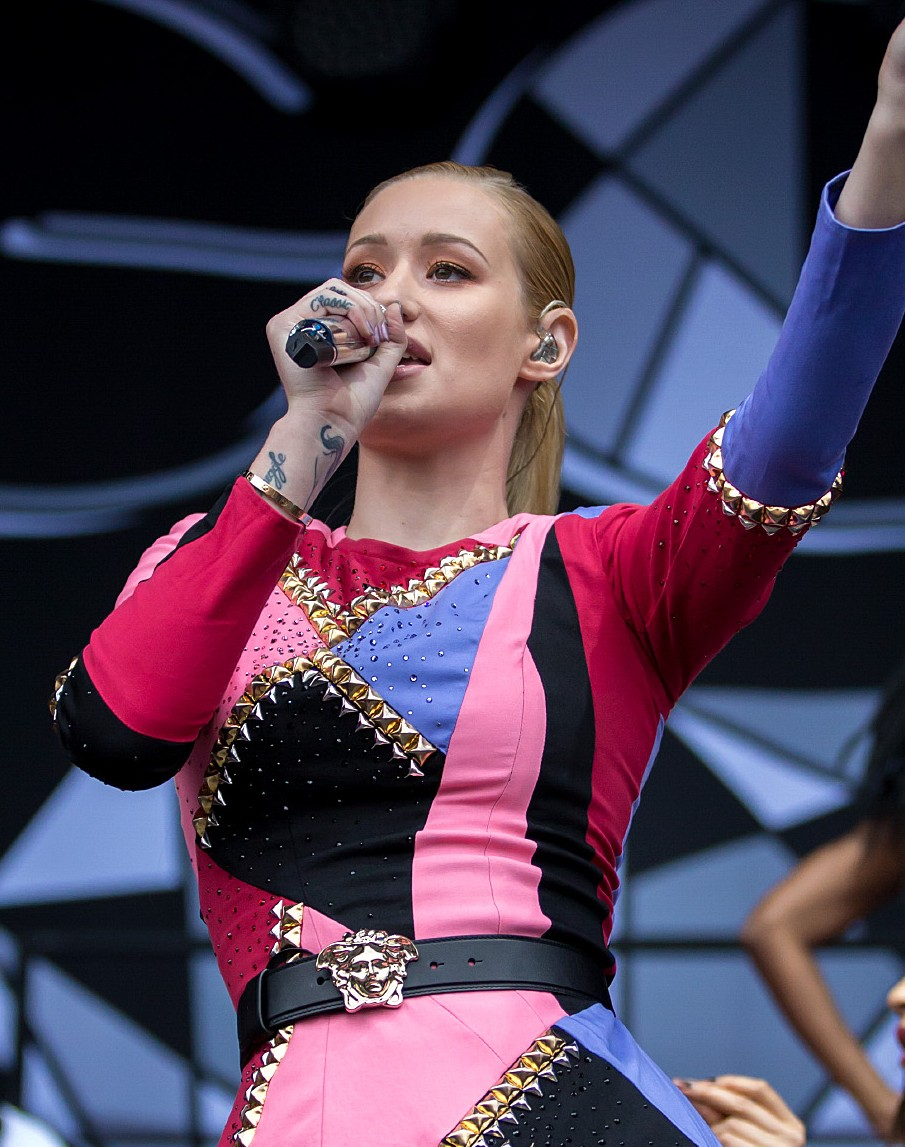
Іґґі Азалія на музичному фестивалі в 2014 році.

### 2016: «Digital Distortion»
9 січня 2016 Іґґі випустила лід-сингл «Azillion» зі свого нового студійного альбому «Digital Distortion», реліз якого очікувався у червні 2016. Згодом, 18 березня того ж року, провівши промо-кампанію, реп-виконавиця випустила ще один сингл під назвою «Team», одночасно випустивши на трек денс-відео, з доволі успішною кількістю переглядів. Кліп на композицію було залито на YouTube 30 березня. Іґґі не змогла завершити цей альбом та вирішила почати все заново, і оголосила про новий проект «Survive The Summer».

### 2018: «Survive The Summer (EP)»
8 червня 2018 року Іґґі розповіла, що наступний альбом, «Survive The Summer», буде EP. Вона також заявила, що причиною відкладення дати релізу (спочатку на 2 червня, потім на 30 червня) була зміна президента її лейблу Island Records. 5 липня, Азалія випустила два треки з мініальбому: «Tokyo Snow Trip» та «Kream», останній з яких записаний з репером Tyga. Survive the Summer вийшов 3 серпня 2018 року, і він дебютував під номером 144 на Billboard 200. До кінця 2018 року Азалія розірвала контракт з Island Records і створила власний незалежний лейбл Bad Dreams Records.

### 2019: «In My Defense»
У січні 2019 року Азалія оголосила про вихід довгоочікуваного другого студійного альбому «In My Defense». У березні 2019 року виконавиця випустила перший сингл альбому — «Sally Walker».

## Дискографія

### Студійні альбоми
- The New Classic (2014)
- In My Defense (2019)

### Мініальбоми
- Glory (2012)
- Survive the summer (2018)

## Фільмографія
- Форсаж 7